# Черветери
Черветери (итал. Cerveteri) је насеље у Италији у округу Рим, региону Лацио.
Према процени из 2011. у насељу је живело 15883 становника. Насеље се налази на надморској висини од 31 м.

## Становништво
Према резултатима пописа становништва 2011. у општини је живело 35.207 становника.
| 1936. | 1951. | 1961. | 1971. | 1981.  | 1991.  | 2001.  | 2011.  |
| ----- | ----- | ----- | ----- | ------ | ------ | ------ | ------ |
| 2.707 | 4.244 | 7.332 | 9.025 | 12.775 | 20.625 | 26.772 | 35.207 |

## Партнерски градови
- Фирстенфелдбрук
- Ливри Гарган
- Алмуњекар